# Elophila interruptalis
Elophila interruptalis is een vlinder uit de familie van de grasmotten (Crambidae), uit de onderfamilie van de Acentropinae. De wetenschappelijke naam van deze soort is voor het eerst gepubliceerd in 1877 door Henry James Stovin Pryer.

## Verspreiding
De soort komt voor in China, Rusland, Noord-Korea en Japan.

## Waardplanten
- Nymphaea sp.
- Brasenia sp.
- Hydrocharis sp.
- Trapa japonica
- Potamogeton sp

## Biologie
In China heeft de soort twee generaties per jaar. De soort overwintert meestal als rups op onkruid. De rupsen verpoppen zich in mei en juni in het jaar daarna. De vlinders van de eerste generatie vliegen in juli. Na de paring legt het vrouwtje de eitjes massaal aan de onderkant van de bladeren van de waardplant. De rupsen bijten twee stukken blad van dezelfde grootte af en binden ze vervolgens aan elkaar als een omhulsel. De rupsen leven daarin als bescherming tegen natuurlijke vijanden. De rupsen zijn meestal 's nachts actief. Als de rupsen het laatste stadium hebben bereikt, verpoppen ze zich in augustus en september. Ongeveer een week later komen de vlinders uit de pop. De vlinders zijn actief van de schemering tot laat in de nacht.